# Слоняча зубна паста

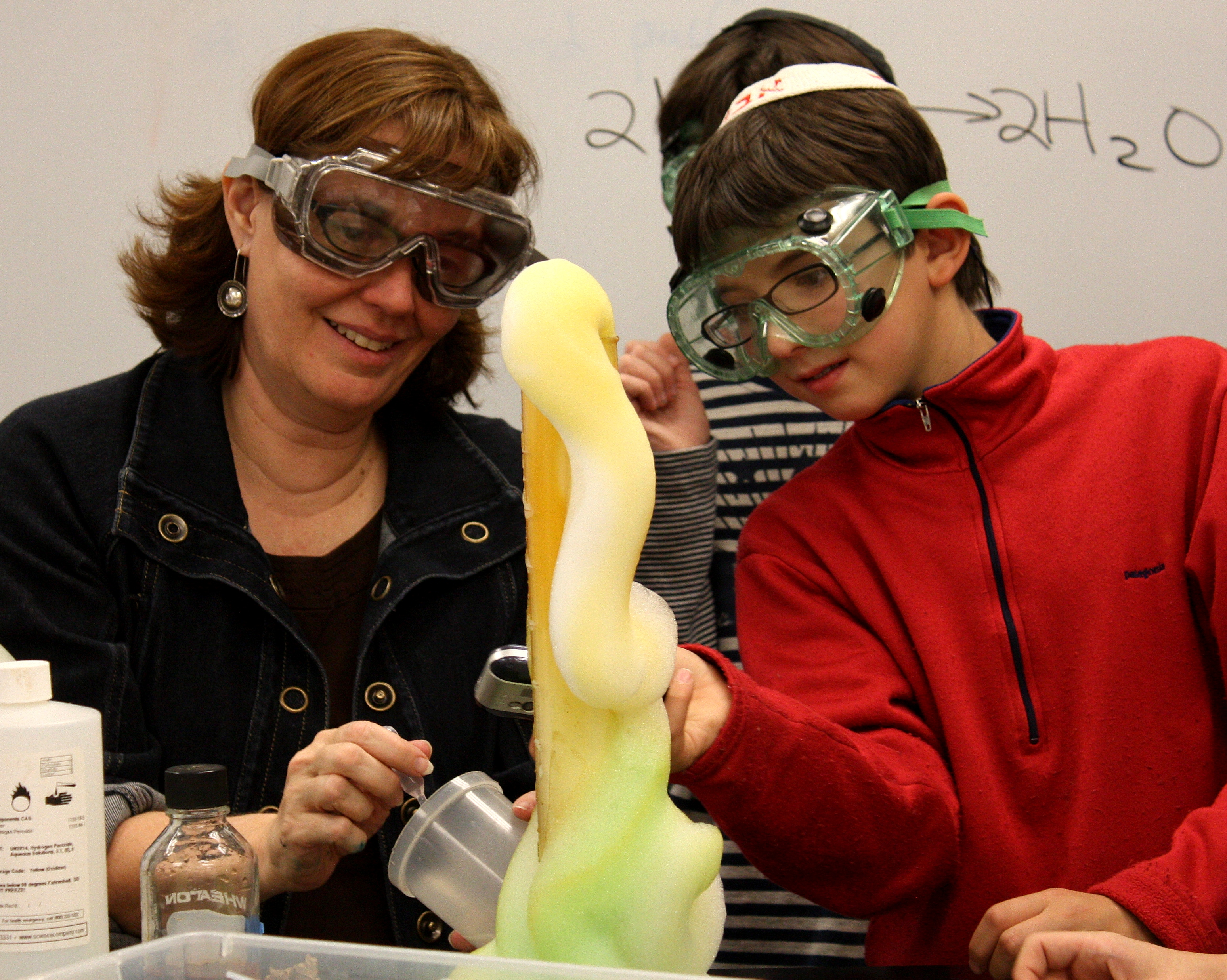

Слоняча зубна паста (англ. Elephant’s Toothpaste) — дослід, що демонструє багаторазове збільшення об'єму речовини в результаті хімічної реакції. Він часто проводиться в західних школах, оскільки для нього потрібно зовсім небагато легкодоступних реактивів, при цьому в результаті виходить «вулкан піни». Інша назва цього досліду — «зефірний експеримент», однак він не має стосунку до більш відомого однойменного психологічного експерименту.

## Опис експерименту
Концентрований (>30 %) перекис водню змішується з рідким милом, після чого в нього додають каталізатор — зазвичай йодид калію. Каталізатор викликає швидке розкладання перекису на воду і кисень; останній, збираючись в пухирці, різко збільшує об'єм суміші, створюючи в мильному розчині бульбашки і піну. Це екзотермічна реакція, тому піна, що виходить, має високу температуру. Газ, що виділяється — кисень.
У звичайних умовах перекис водню сам по собі розкладається на воду і кисень, але робить це дуже повільно, щоб даний процес можна було помітити:
2H2O2 → 2H2O + O2↑
Йодид-іон стає каталізатором реакції, змінюючи її хід таким чином:
| H2O2  | + | I−  | → | H2O  | + | IO− |   |    |                      |
| H2O2  | + | IO− | → | H2O  | + | O2  | + | I− |                      |
|       |   |     |   |      |   |     |   |    |                      |
| 2H2O2 |   |     | → | 2H2O | + | O2↑ |   |    | ΔrH° = −196 кДж/моль |